# 季禄
季禄（きろく、季祿）とは律令制における官人俸禄体系の1つ。在京の職事官及び大宰府・壱岐対馬両国に勤務する官人に対し、絁（あしぎぬ）・綿（真綿）・布（麻布）・鍬（くわ）/鉄が、官位相当に応じて年2回支給された。皇親の時服に相当する。

## 概要
日本の季禄は唐で在京の官人に対して品位に応じて粟・稲を支給した制度をモデルとしたもので、その萌芽は飛鳥浄御原令期に存在していた（『続日本紀』文武天皇2年（698年）2月条）が、本格的に行われたのは大宝律令制定以後のことである。
毎年、2月に春夏禄・8月に秋冬禄が支給されていたが、それぞれ支給月の前月までの半年間につき120日以上勤務している者に限り、その官人の就いている官職に対応した位階に応じて支給された（官人自身が持つ位階ではないことに注意する）。なお、職事官ではなくても、内舎人・兵衛・別勅才伎・宮人（女官）には支給され、宮人の季禄支給の基準として准位が設けられた。また、家令は官位相当よりも1階下に相当する支給とされた。支給される品目は絁（あしぎぬ）・綿（真綿）・布（麻布）・鍬（くわ）/鉄の4品目と定められ、諸国より大蔵省に納められた庸・調を財源とした（なお、一時銅銭を支給した時期もある）。なお、唐の制度では禄の支給は原則米で行ったが、日本では繊維製品と鍬（鉄）である。これは、税制・財政制度の違いによる部分や日本の場合は前者は現物貨幣としての性格、後者は鉄および鉄器が古代大和王権の威信財であった名残りであるとともに貴族や官人も位田・職田・口分田を経営するあるいは自ら耕作するという理念的前提があったことによると考えられている。
また、日本と唐の制度を比較すると、上の官位に行くほど支給量が大きく増えるのが日本の季禄の特徴でもある。古代中国から中唐までの制度の変遷を記した『通典』によれば、唐では禄が毎年1月と7月に官品に応じた規定額（ただし、地方官は1等降ろした額）の米が半分ずつ支給されていたが、最も品階が低い従九品で52石、従七品で70石（従九品の1.35倍）、正六品で100石（同1.92倍）、従五品で160石（同3.08倍）、従三品で360石（同6.92倍）、正一品で700石（同13.46倍）と比較的格差が緩やかであったのに対し、日本の1年間における季禄支給額を『延喜式』の禄物価法に基づいて穎稲の額に換算して少初位の支給額を1とした場合、従七位で1.97倍、正六位で2.81倍、従五位で4.39倍、従三位で14.34倍、正一位では37.47倍と従五位以上の貴族、従三位以上の公卿と身分の上昇につれて支給額も急激に増加しており、階級性がより一層強調された制度となっていた。
だが、平安時代に入り庸・調の未進が増加すると次第に支給が困難となり、延喜14年（914年）に三善清行が提出した意見十二箇条には季禄支給が6年に1度になっていたことが記されている。

## 季禄表
| 位階          | 絁 | 綿 | 布  | 鍬  |
| ------------- | -- | -- | --- | --- |
| 位階          | 疋 | 屯 | 端  | 口  |
| 正一位 従一位 | 30 | 30 | 100 | 140 |
| 正二位 従二位 | 20 | 20 | 60  | 100 |
| 正三位        | 14 | 14 | 42  | 80  |
| 従三位        | 12 | 12 | 36  | 60  |
| 正四位        | 8  | 8  | 22  | 30  |
| 従四位        | 7  | 7  | 18  | 30  |
| 正五位        | 5  | 5  | 12  | 20  |
| 従五位        | 4  | 4  | 12  | 20  |
| 正六位        | 3  | 3  | 5   | 15  |
| 従六位        | 3  | 3  | 4   | 15  |
| 正七位        | 2  | 2  | 4   | 15  |
| 従七位        | 2  | 2  | 3   | 15  |
| 正八位        | 1  | 1  | 3   | 15  |
| 従八位        | 1  | 1  | 3   | 10  |
| 大初位        | 1  | 1  | 2   | 10  |
| 少初位        | 1  | 1  | 2   | 5   |

なお、春夏給分では「綿1屯」を「糸1絇」、秋冬給分では「鍬5口」を「鉄2廷」と読み替えることとされていた。